# ولاية جوزجان
ولاية جوزجان (جوزجان: بالباشتو والفارسية) إحدی المحافظات الـ 34 بأفغانستان تقع شمال البلاد وعاصمتها مدينة شبرغان. سکانها ما يناهز 441000 نسمة من الأوزبك والتركمان والبشتون والطاجيك. والمقري وتبلغ إجمالي مساحتها إلی أکثر من 11798 کيلو متر مربع. تحدها ولاية بلخ شرقاً، سربُل جنوباً، فارياب غرباً وترکمانستان شمالاً. تعد جوزجان من الأقاليم الأکثر هدوءاً واستقراراً في أفغانستان. يتحدث معظم سکانها اللغة الأوزبکية والفارسية بالإضافة إلی الباشتو.

## خلفيّة
تُعتبر جوزجان واحدة من أربع وثلاثين مقاطعة في أفغانستان، وتقع في شمال البلاد على الحدود مع تركمانستان المجاورة. المقاطعة مقسمة إلى 11 منطقة وتحتوي على مئات القرى. يبلغ عدد سكانها حوالي 613481 نسمة، متعددو الأعراق ومعظمهم من الفلاحين. شبرغان هي عاصمة مقاطعة جوزجان.

## التاريخ
تم تسمية المقاطعة على اسم منطقة القرون الوسطى المبكرة وإمارة جوزجان. بين أوائل القرن السادس عشر ومنتصف القرن الثامن عشر، كانت المنطقة تحكمها خانات بخارى. تم غزوها من قبل أحمد شاه دوراني وأصبحت جزءًا من الإمبراطورية الدورانية حوالي عام 1750، والتي تشكلت في دولة أفغانستان الحديثة. المنطقة لم يمسها البريطانيون خلال الحروب الأنغلو-أفغانية الثلاثة التي خاضت في القرنين التاسع عشر والعشرين.

### التاريخ الحديث
بعد سلسلة من الولاءات المتغيرة والخلاف مع أمير الحرب الأوزبكي عبد الملك بهلوان في عام 1997، انسحبت طالبان من المنطقة، ولكن في عام 1998 ضغطت فرقة من 8000 جندي من طالبان عبر منطقة فارياب المجاورة، واستولت على مقر عبد الرشيد دوستم في شيبرغان.

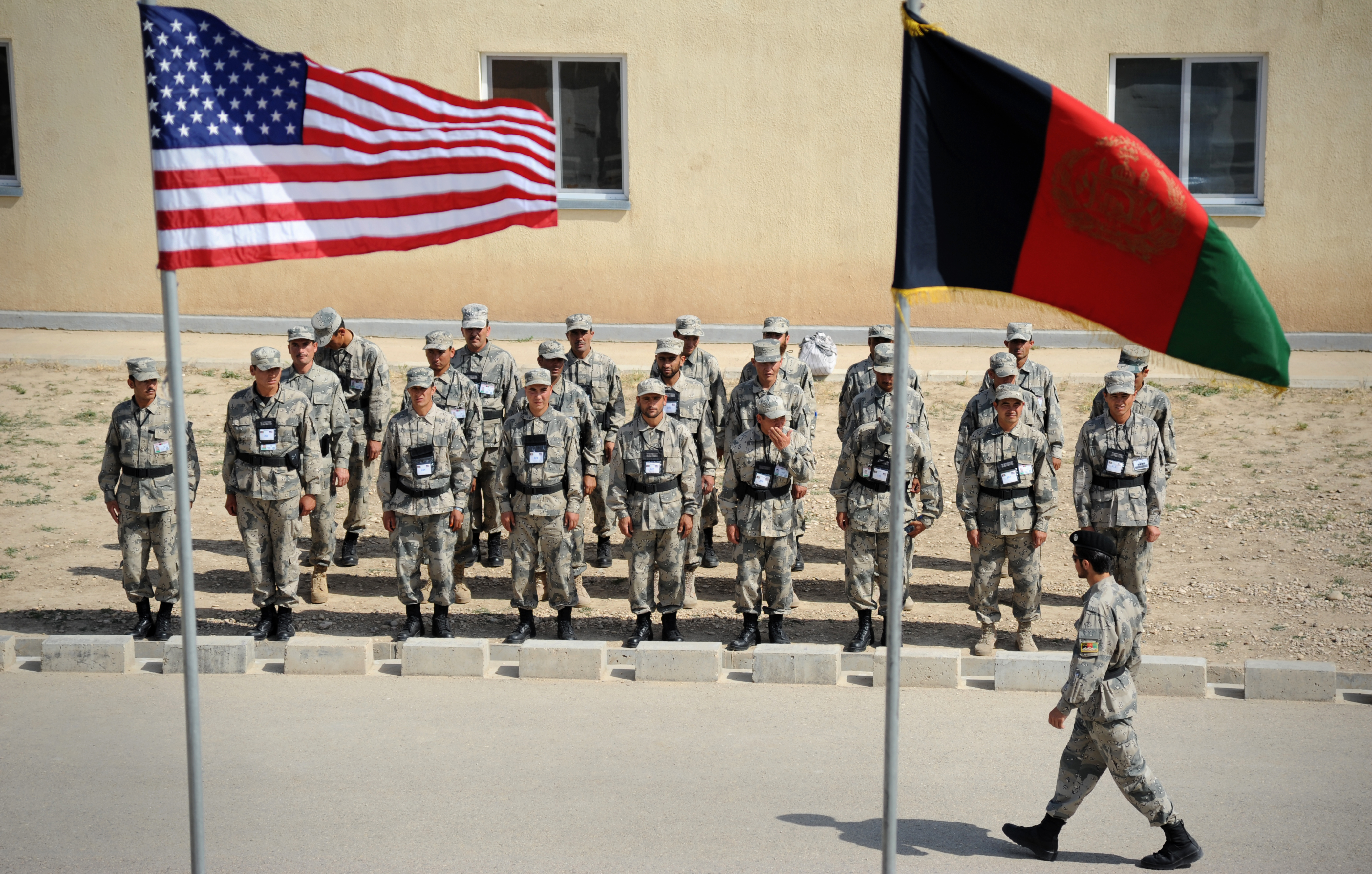
شرطة الحدود الأفغانية التي دربها الناتو في شيبرغان

أنشأ فريق إعادة إعمار المقاطعات بقيادة السويد (PRT)، والمتمركز في مزار الشريف منذ حوالي 2005 والمسؤول عن أربع مقاطعات بما في ذلك جوزجان، مكتبًا وبعض القوات في المقاطعة. تدهور الوضع الأمني في المحافظة بشكل سريع في عامي 2009 و 2010. كما تم إنشاء فريق إعادة إعمار إقليمي تركي جديد في المقاطعة في صيف عام 2010، لتوفير الأمن للمنطقة التي تغطي أيضًا Sar-e Pol. بدأت قوات الأمن الوطني الأفغانية (ANFS) في التوسع في العقد الماضي وتولت تدريجيًا مسؤولية الأمن من القوة الدولية للمساعدة الأمنية (إيساف). يتم الحفاظ على الحدود بين أفغانستان وتركمانستان من قبل شرطة الحدود الأفغانية (ABP) بينما يتم توفير القانون والنظام لبقية المقاطعة من قبل الشرطة الوطنية الأفغانية المدربة من قبل الناتو (ANP). على الرغم من أنه يمكن اعتبار مكان مضمونة نسبيا بالمقارنة مع بعض المحافظات الأخرى من أفغانستان، وهناك عدد متزايد من الحوادث خاصة في درزاب، القوش تيبا وفيض آباد المناطق. تحول طريق مزار الشريف - شبرغان السريع (المسمى أكيول) إلى طريق سفر خطير بسبب قيام المسلحين بهجمات ضد القوات الحكومية والعاملين في المنظمات غير الحكومية والمدنيين. في أبريل 2012، بدأ بناء شبكة طاقة ضخمة بأبراج كهرباء تحمل 500 ميغاوات من الكهرباء من تركمانستان المجاورة في الإقليم، المشروع مدعوم من تركمانستان وتركيا. وقد اكتمل بالفعل العمل الأولي في المشروع الذي تبلغ قيمته 390 مليون دولار. ستركب تركمانستان أبراج كهرباء على مسافة 374 كيلومترًا على أراضيها باتجاه الحدود الأفغانية وسيستغرق المشروع عامًا ليكتمل. ستوفر الشبكة الكهرباء للعديد من المناطق في مقاطعات جوزجان وبلخ وسار إي بول وفارياب وكابول.

## وصفها
ذكرت في معجم البلدان: 

## الأعلام والعلماء
إليها ينتسب أبو عبيد الجوزجاني أحد مشاهير تلاميذ الفيلسوف الشهير ابن سينا و أبو الفتح الشهرستاني، وينتسب لهذه البلدة كثير من العلماء من أهل السنة والجماعة وتتكون هذه البلدة من قوميات عدة وهي الأوزبك والطاجيك والتركمان والمقري والعرب والبشتون المهاجرة من الجنوب والعرب المقصود بهم البدو الرحل والسادة من بني هاشم من قبيلة قريش التي هاجرت من الجزيرة العربية في القرون الوسطى واستوطنت تلك البلاد وهم معروفون ونسبهم ثابت. وجدير بالذكر بأن أفغانستان كانت جزءاً من خراسان التي يدخل فيها إيران وبلاد ما وراء النهر.

## حديثا
فی مايو 28، 2007 شهدت جوزجان اشتباکات عنيفة بين المتظاهرين الغاضبين ورجال الشرطة والتی أدت إلی مصرع ما يقل عن 6 أفراد وإصابة أکثر من 30 آخرين وإلحاق أضرار بالغة بمباني حکومية.
يدير الإقليم الوالي جمعة خان همدرد.

## المديريات
شبرغان، آقشة، شهرستان، کوهستانات، بلخ آب، سنک شارک، فيض آباد، خماب، مرديان، درزاب.

## الرعاية الصحيّة
ارتفعت نسبة الأسر المعيشية التي لديها مياه شرب نظيفة من 24٪ في عام 2005 إلى 44٪ في عام 2011. ارتفعت النسبة المئوية للولادات التي تمت تحت إشراف قابلة ماهرة من 9٪ في عام 2005 إلى 21٪ في عام 2011.

## التعليم
انخفض معدل الإلمام بالقراءة والكتابة الإجمالي (6 سنوات فأكثر) من 31٪ في عام 2005 إلى 16٪ في عام 2011. ارتفع معدل الالتحاق الصافي الإجمالي (6-13 سنة) من 40٪ في 2005 إلى 46٪ في 2011.

## الجغرافيا والتركيبة السكانية

مقاطعات جوزجان.

تقع جوزجان في الجزء الشمالي من أفغانستان، على الحدود مع تركمانستان في الشمال، ومقاطعة بلخ في الشرق، ومقاطعة سار إي بول في الجنوب، ومقاطعة فارياب في الغرب. تغطي مقاطعة جوزجان مساحة 10326 كم 2. أكثر من ربع المحافظة جبلية أو شبه جبلية (29.4٪)، في حين أن أكثر من ثلثي المنطقة عبارة عن أراضٍ مسطحة (68.9٪). وهي من المحافظات المعروفة باحتوائها على البترول والغاز الطبيعي. التعدين والزراعة هي الصناعات الرئيسية. اعتبارًا من عام 2021، بلغ عدد سكان مقاطعة جوزجان حوالي 613481 نسمة، وهم متعددو الأعراق ومعظمهم من المزارعين. تم الإبلاغ عن أعمال عنف عرقية من حين لآخر في المنطقة، كان آخرها في عام 2002. 39.5٪ من السكان يتحدثون الأوزبكية، 28.7٪ يتحدثون التركمان، 17.2٪ يتحدثون الباشتو، 12.1٪ يتحدثون الداري الفارسية و 2.5٪ يتحدثون لغات أخرى. 14.1٪ من السكان يعيشون تحت خط الفقر الوطني.

## المشاهير
- زهلاد جوزجان، حاكم منتصف القرن السابع، في منطقة جوزجان، ثم جزء من طخارستان
- إبراهيم بن يعقوب الجوزجاني، عالم مسلم من القرن التاسع، تلميذ ابن حنبل
- أبو عبيد الجوزاني، من القرن الحادي عشر، تلميذ ابن سينا الشهير، من هذه المنطقة ومن هنا اسمه
- عبد الرشيد دوستم، نائب رئيس أفغانستان، من قرية حجة دخو وهي قرية من هذه المقاطعة
- قاري حكمت زعيم دولة العراق الإسلامية والشام في منطقة درزب.
- عبد السلام حنفي، النائب الثاني لرئيس وزراء أفغانستان بالإنابة.

## روابط خارجية
- مقاطعة جوزجان - نظرة عامة على PowerPoint